# Porte d'Ivry (metrostation)
Porte d'Ivry  er en station på linje 7 i metronettet i Paris, beliggende i 13. arrondissement. Stationen blev åbnet 26. april 1931.
Fra 16. december 2006 har stationen desuden været endestation for sporvognslinjen T3, men denne er planlagt forlænget til Porte de la Chapelle.
Porte d'Ivry er en indgangsvej til det asiatiske kvarter i 13. arrondissement.

## Adgang til metroen
1. Boulevard Masséna: En trappe ud for avenue de la Porte d'Ivry nr. 50
2. Avenue d'Ivry: En trappe ud for avenue d'Ivry nr. 1
3. Avenue de la Porte d'Ivry: En trappe ud for avenue de la Porte d'Ivry nr. 53 samt en elevator direkte til perronen med afgang i retning Mairie d'Ivry.

## Trafikforbindelser
- RATP-buslinjerne 27
- Noctilien, STIF, RATP og Transiliens parisiske natbusnet:

## Galleri
- Indgangen til metrostationen
- Metrostationens perronniveau.
- Sporvognsstationen.